# Victor Heinrich Riecke
Victor Heinrich Riecke (17. května 1759, Stuttgart – 14. ledna 1830 Lustnau) byl německý luterský teolog, duchovní, církevní hodnostář, publicista, kulturní činitel a filantrop, spjatý svou činností s Moravou a zejména s Brnem.
V letech 1782–1803 působil jako pastor evangelického sboru v Brně, o jehož rozvoj se zasloužil. Zastával též od roku 1789 úřad seniora. Je pokládán za nejvýznamnější osobnost osvícenského života v Brně. Byl jedním ze spolutvůrců Kunínského výchovného ústavu hraběnky Marie Walburgy z Truchsess-Zeilu.
Roku 1803 se vrátil do Stuttgartu.
Jedním z jeho synů byl gynekolog Leopold Sokrates von Riecke.